# Hyeonsan-myeon
Hyeonsan-myeon (koreanska: 현산면) är en socken i Sydkorea. Den ligger i kommunen Haenam-gun i provinsen Södra Jeolla, i den södra delen av landet, 345 km söder om huvudstaden Seoul.